# Nová Polhora
Nová Polhora est un village de Slovaquie situé dans la région de Košice.

## Histoire
Première mention écrite du village en 1954.

## Démographie

### Évolution de la population
| Année:               | 1994. | 2004.    | 2014.   | 2024.    |
| -------------------- | ----- | -------- | ------- | -------- |
| Nombre de personnes: | 360   | 421      | 432     | 548      |
| Différence:          |       | +16,94 % | +2,61 % | +26,85 % |

| Année:               | 2023. | 2024.   |
| -------------------- | ----- | ------- |
| Nombre de personnes: | 528   | 548     |
| Différence:          |       | +3,78 % |